# Mazda TD-R
La Mazda TD-R est un concept car du constructeur automobile Japonais Mazda, présenté au salon de Tokyo en 1989.
Elle se présente sous la forme d'un coupé SUV de 3,44 m de long, elle offre deux places et ses lignes rappellent celles de la Mazda MX-5, ses portières sont à ouverture papillon.
Elle offre une transmission intégrale et est motorisée par un quatre cylindres DOHC 16 valves turbo d'1,6 l et de 140 ch pour un poids de 800 kg.